# Chiese e conventi di Goa
Chiese e conventi di Goa è il nome dato dall'UNESCO a un insieme di monumenti religiosi situati a Goa Velha, nello stato di Goa, in India, dichiarati patrimonio dell'umanità nel 1986.
Goa fu la capitale dell'India portoghese e centro di evangelizzazione dal XVI secolo. Le motivazioni per l'inclusione dei monumenti religiosi di Goa nella lista del patrimonio dell'umanità sono state: 
1. L'influenza dei monumenti nella diffusione delle forme d'arte occidentali, gli stili manuelino, manierista e barocco, in tutta l'Asia dove furono stabilite missioni cattoliche
2. Il valore dell'insieme dei monumenti di Goa come esempio eccezionale che illustra l'opera di evangelizzazione
3. Il valore specifico della presenza nella Basilica del Bom Jesus della tomba di Francesco Saverio, che illustra un grande evento mondiale: la influenza della religione cattolica in Asia in epoca moderna.

## Storia
La città di Goa fu fondata nel XV secolo dal sultanato musulmano di Bijapur come porto sulle rive del fiume Mandovi. La città fu presa nel 1510 da Alfonso de Albuquerque, con l'aiuto del corsaro indù di Goa Timoji, rimanendo ininterrottamente sotto il dominio portoghese fino al XX secolo. La città aveva oltre 200.000 abitanti al suo apice ed era conosciuta con il titolo di "Roma d'Oriente", proprio per i suoi splendidi e numerosi edifici religiosi cattolici.

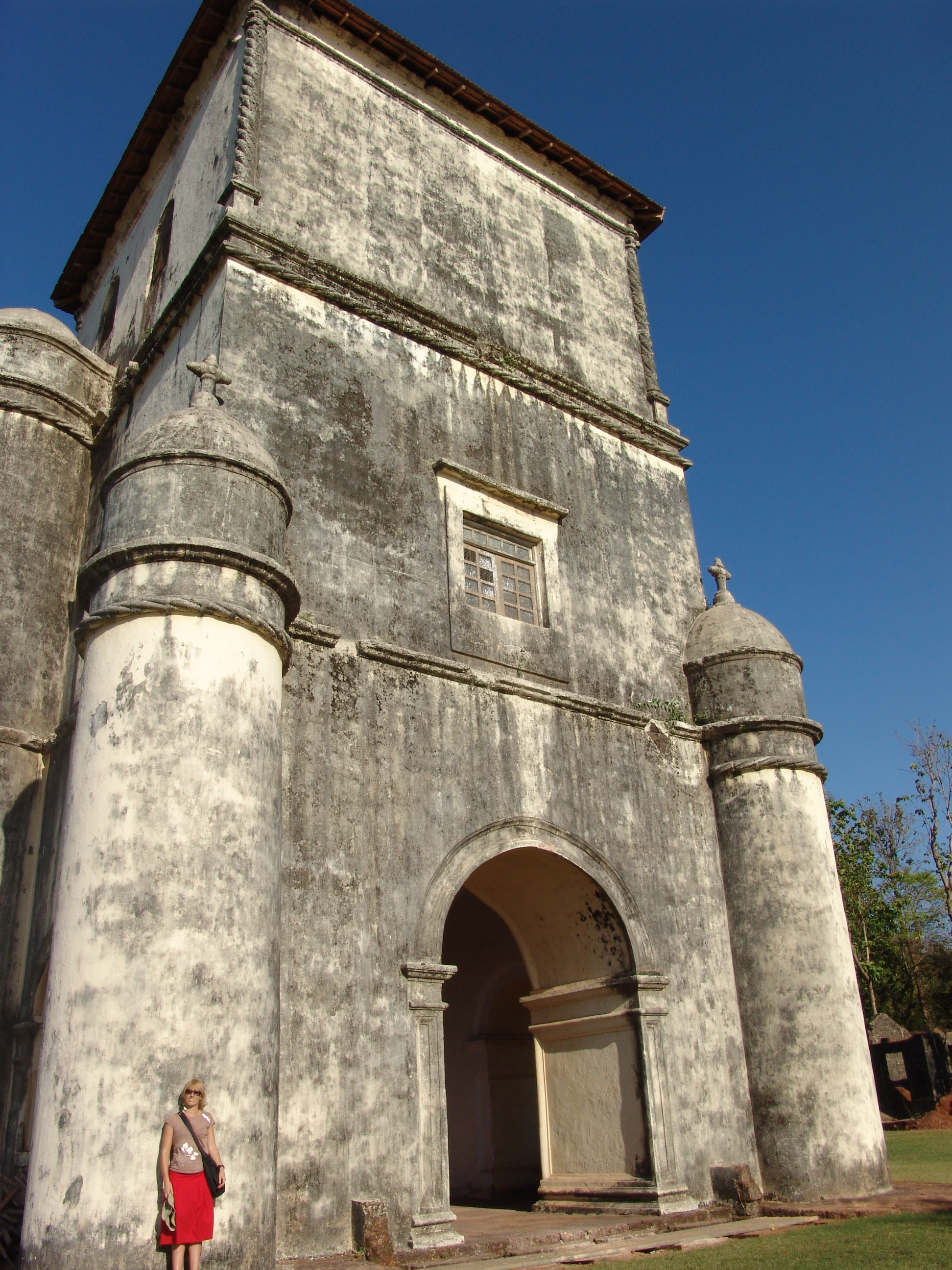
La Chiesa del Rosario costruita in stile tardo manuelino, la più antica di Goa.

San Francesco Saverio, l'Apostolo d'Oriente.

I primi convertiti al cristianesimo a Goa furono alcune donne native che sposarono uomini portoghesi giunti con Alfonso de Albuquerque durante la conquista portoghese di Goa nel 1510. Durante la metà del XVI secolo, la città di Goa fu il centro della cristianizzazione in Oriente. Gesuiti, francescani, domenicani e altri ordini religiosi cattolici si stabilirono a Goa dal XVI secolo e usarono la città come base per la diffusione del cattolicesimo in India. I secoli XVI e XVII furono l'età d'oro di Goa, che gestì un fiorente commercio e arrivò ad avere privilegi amministrativi simili a quelli di Lisbona.
Nei primi due secoli della presenza portoghese furono erette la maggior parte delle chiese e dei monasteri che ancora popolano la città, guadagnandosi l'ammirazione dei viaggiatori che transitavano per Goa. Questi monumenti riflettono lo scambio culturale e l'eredità dei portoghesi: mentre le forme architettoniche seguono il canone europeo, la decorazione interna di altari, pale d'altare, dipinti e mobili riflette il lavoro e l'opera di artisti locali. Ciò fu reso possibile dalla presenza di artisti e lavoratori nativi di Goa, che rese non necessario importare artisti europei o schiavi africani (a differenza del Brasile coloniale coevo).
Dalla fine del XVII secolo, la concorrenza commerciale con olandesi e britannici portò al declino economico della città di Goa. Diverse epidemie devastarono la città e il fiume Mandovi divenne inadeguato per le navi più moderne. Il viceré si trasferì a Panaji (Nova Goa) nel 1759 e Goa perse ufficialmente il suo status di capitale nel 1843.
La Repubblica dell'India invase e annesse Goa nel 1961, ponendo fine a più di 451 anni di continuo dominio portoghese. Tuttavia, l'influenza culturale continua fino ad oggi ed è evidente nei monumenti religiosi di Goa, dichiarati patrimonio dell'umanità dall'UNESCO nel 1986.

## Monumenti

### Igreja de Nossa Senhora do Rosario
La Chiesa di Nostra Signora del Rosario, costruita nel 1543, è la più antica delle chiese di Goa ancora in piedi. Inizialmente era una chiesa parrocchiale, poi collegiale. All'esterno si presenta come una piccola fortezza; il portico d'ingresso, fiancheggiato da piccole torri cilindriche con cupole, è tipico del Portogallo tardogotico e manuelino, in particolare nella regione dell'Alentejo. All'interno, mette in evidenza le volte manueline delle cappelle. Nel presbiterio, oltre alla pala d'altare dedicata alla Madonna del Rosario, vi è sulla parete un cenotafio in alabastro scolpito in stile persiano o indiano, con l'iscrizione: "Aqui jaz Dona Catarina, mulher de Garcia de Sa, a qual pede a quem isto ler que peça misericórida a Deus para sua alma" ("Qui giace Dona Catarina, moglie di Garcia de Sá, e chiede a coloro che leggono di chiedere misericordia a Dio per la sua anima.") Il piano sottostante è la tomba di Garcia de Sá (morto nel 1549), successore di João de Castro come governatore dell'India.

### Cattedrale di Goa
Goa fu elevata a sede vescovile nel 1534 da papa Paolo III e nei primi decenni della colonizzazione fu costruita una chiesa cattedrale dedicata a santa Caterina d'Alessandria Questa piccola chiesa, insufficiente per soddisfare i fedeli, fu ricostruita a partire dal 1562, durante l'amministrazione del viceré Dom Francisco Coutinho. La costruzione fu estremamente lenta, poiché nel 1619 solo il corpo della chiesa era completo, con la facciata mancante completata soltanto nel 1631.
La cattedrale di Goa è il più grande edificio costruito dai portoghesi in Asia, lungo 91 metri e molto largo, cosa che probabilmente contribuì alla lentezza dei lavori. La chiesa ha tre navate di uguale altezza, a forma di sala-chiesa, così come altre cattedrali portoghesi del tempo come quelle di Miranda do Douro (iniziata nel 1552), Leiria (iniziata nel 1559) e Portalegre (iniziata nel 1556). La severa facciata con tre portali, presenta un'unica torre: quella di destra fu distrutta durante un temporale nel 1766. Le navate della chiesa sono voltate e separate da due ordini di pilastri. Nella decorazione interna spicca la magnifica pala d'altare in oro del presbiterio.

### Basilica del Bom Jesus

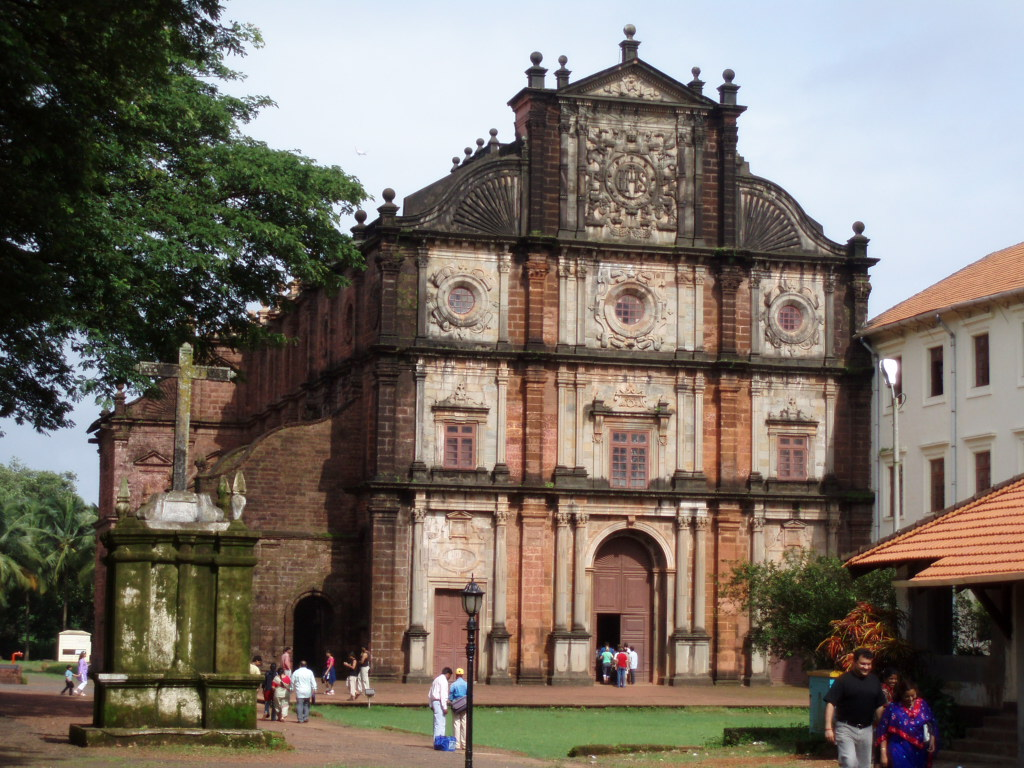
La Basilica di Bom Jesus è un sito cattolico venerato e conserva le spoglie di San Francesco Saverio (São Francisco Xavier)

La Compagnia di Gesù arrivò a Goa nel 1542 e la sua figura più importante in quei primi anni fu Francesco Saverio, considerato l'Apostolo d'Oriente per la sua opera nell'evangelizzazione dell'Asia. Qualche tempo dopo il loro arrivo, i gesuiti crearono un centro di educazione religiosa, il College de San Paulo o São Roque, che aveva un'enorme biblioteca e stamperia, ma questo complesso fu distrutto nel 1830. Il grande monumento gesuita sopravvissuto è la Basilica di Bom Jesus, iniziata nel 1594 e consacrata nel 1605, per la quale lavorarono l'ingegnere di Goa Julius Simon e il gesuita portoghese Domingos Fernandes. Seguendo il modello delle chiese gesuite portoghesi come la Chiesa dello Spirito Santo di Évora e la chiesa di St Roque di Lisbona, il Bom Jesus è un tempio a navata unica; questa è coperta da un telo ligneo curvato e non ha cappelle laterali ad eccezione di due nell'area del transetto. La facciata, opera di Domingos Fernandes, è di stile manierista e presenta tre portali e tre piani compartimentati da cornici. Sulla facciata è presente un grande corpo teatralmente decorato da frontone con cartiglio con lo stemma della Compagnia di Gesù e fiancheggiato da volute.
Il tesoro più grande all'interno della chiesa è la cappella del transetto dove riposano, dal 1655, le spoglie di Francesco Saverio, in un'urna d'argento finemente lavorata da artisti locali. L'urna si trova in un mausoleo eseguito dall'artista fiorentino Giovan Battista Foggini nel 1697. Questo monumento in marmo italiano, fu offerto dal Granduca di Toscana, Cosimo III de' Medici e messo in opera da un artista appositamente inviato, Placido Francesco Ramponi, che arrivò a Goa nel 1698 per questo scopo. La cappella principale ha una pala d'altare d'oro, risalente al 1699, dedicata a Gesù Bambino con l'immagine di Ignazio di Loyola, fondatore dell'Ordine.

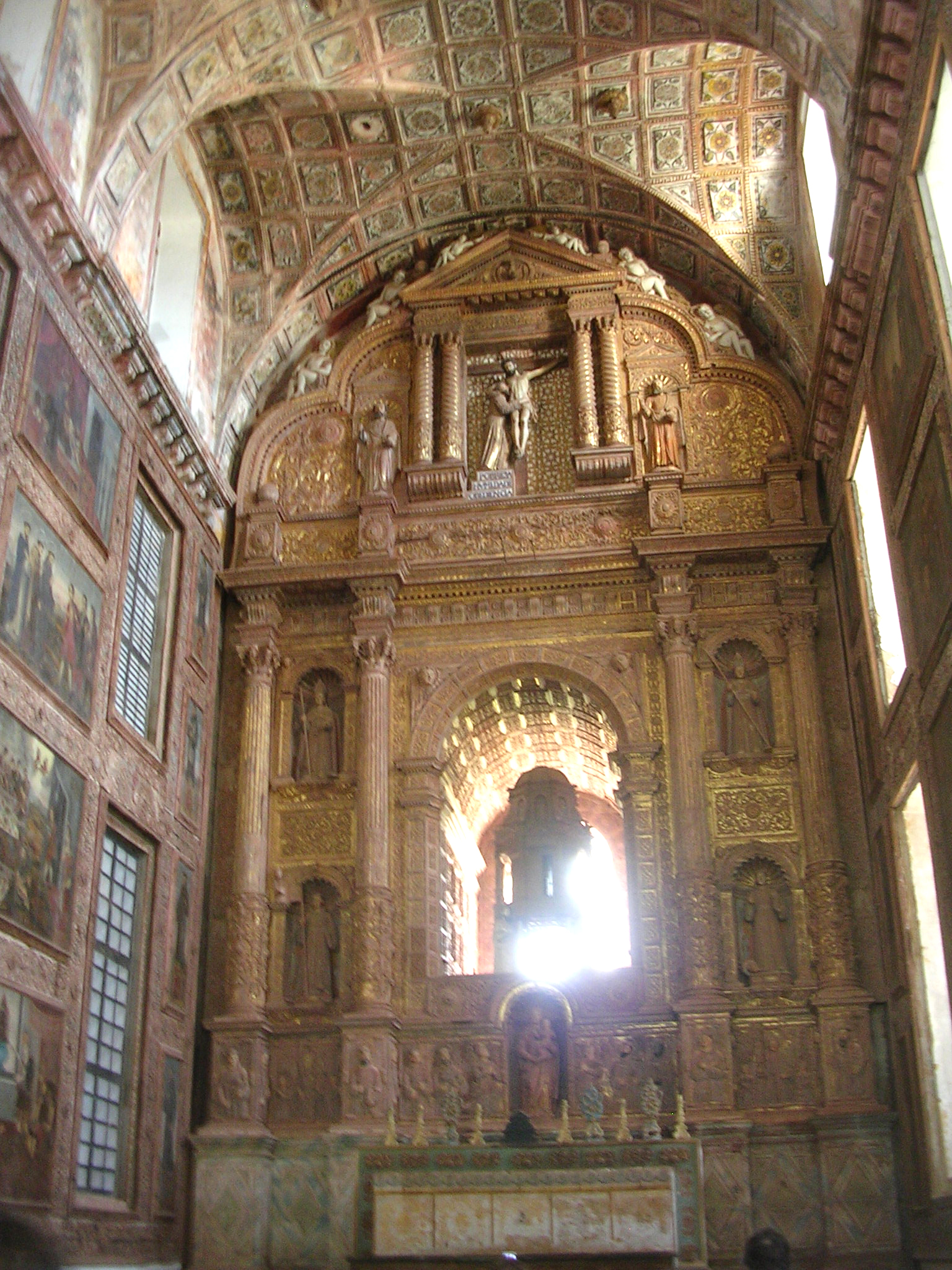
Altare Maggiore della Chiesa di San Francesco d'Assisi

### Chiesa di San Francesco d'Assisi
L'Ordine francescano fu il primo a stabilirsi a Goa, ottenendo nel 1517 il permesso del re Manuele I di costruire un convento. La chiesa primitiva fu completata nel 1521 ma fu completamente ricostruita a partire dal 1661. Così facendo, fu preservato e costruito un portale in stile manuelino sulla facciata manierista della nuova chiesa. Questo portale, realizzato in pietra scura, ha un profilo lobato tipico affiancato da sfere armillari dei simboli di Re Manuel. La facciata è stretta e alta, con due torri a sezione ottagonale. Di fronte, c'è una grande croce in granito.
L'interno è a navata unica, voltata con cappelle laterali e transetto, ricoperta da stucchi e pitture. Il pavimento, come in altre chiese di Goa, ha molte tombe con iscrizioni e stemmi. La cappella maggiore ha diversi dipinti sulla vita di San Francesco d'Assisi e una grande pala d'altare dorata risalente al 1670 circa con un'immagine di Gesù in croce che abbraccia Francesco Saverio. Dietro l'altare, visibile attraverso un'apertura nello stesso, è un tabernacolo intagliato, sorretto dalle statue dei Quattro Evangelisti, che serviva per esporre il Santissimo Sacramento e il ciborio.

### Cappella di Santa Catarina

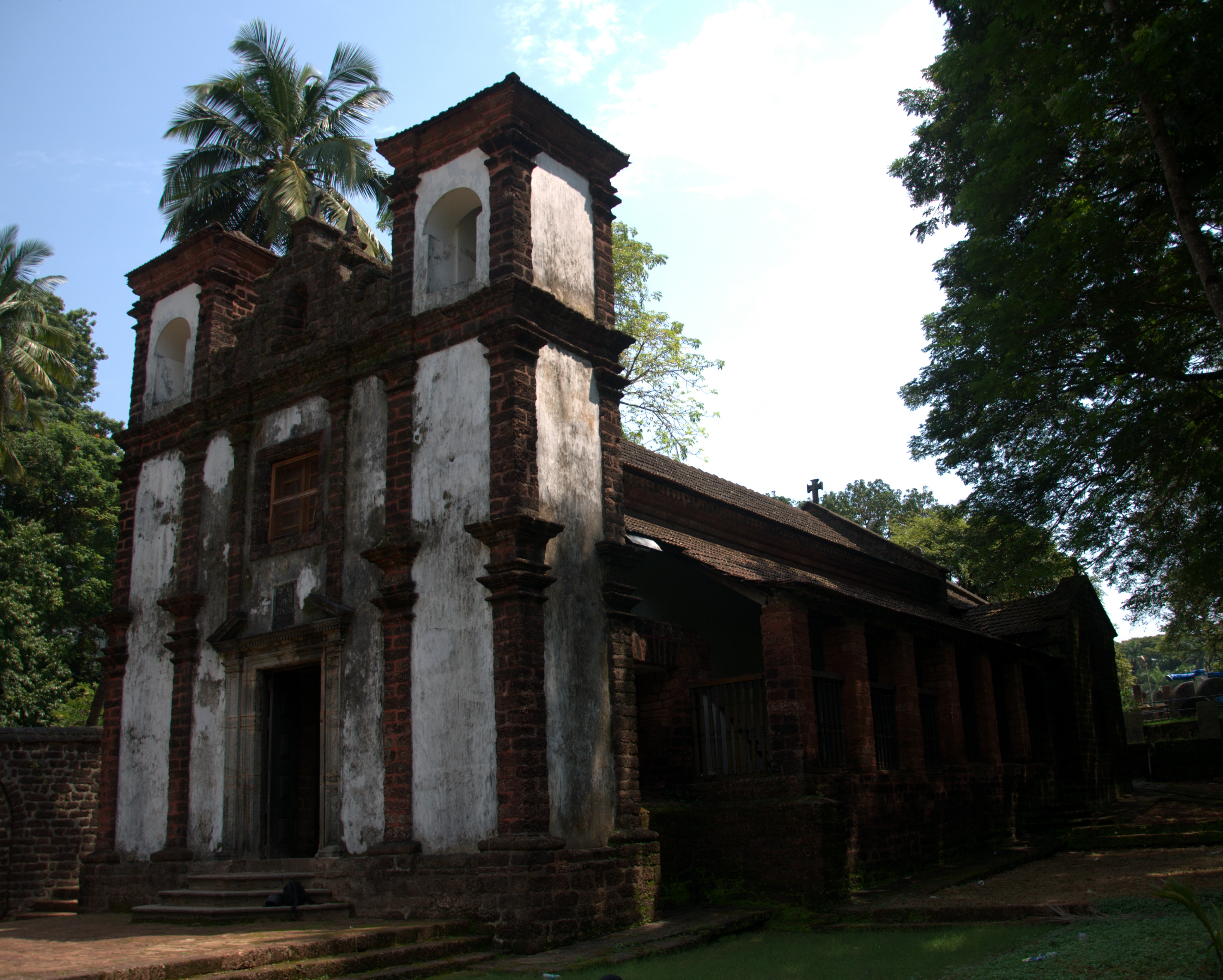
Cappella di Santa Catarina

Nel 1510, Alfonso de Albuquerque conquistò la città di Goa e fece costruire una cappella alla porta del muro musulmano di Goa. Questa cappella era situata vicino al sito dell'Ospedale Reale, che si trovava a nord del Convento di San Francesco vicino all'Arsenale  a circa 100 metri ad ovest della Chiesa di San Francesco d'Assisi. Nel 1534 la cappella ottenne lo status di cattedrale da papa Paolo III e fu successivamente ricostruita; la pietra con l'iscrizione, aggiunta durante la ricostruzione, afferma che Alfonso de Albuquerque entrò in città in questo punto, e quindi si ritiene che la cappella si trovi su quella che era la porta principale della città musulmana, allora conosciuta come Ela.
Si tratta di un edificio a pianta rettangolare a navata unica, con testata quadrangolare. La forma è semplice e la facciata ha tre corpi separati da lesene. Il corpo centrale presenta una porta assiale rettilinea ad architrave in pietra con frontone triangolare sormontato da una finestra affiancata da due campanili a sezione quadrata e copertura a capanna. L'interno della chiesa è a navata unica, con presbiterio in pietra, con soffitto a vasca cilindrica, sempre in pietra.

### Ruderi della Chiesa di Sant'Agostino

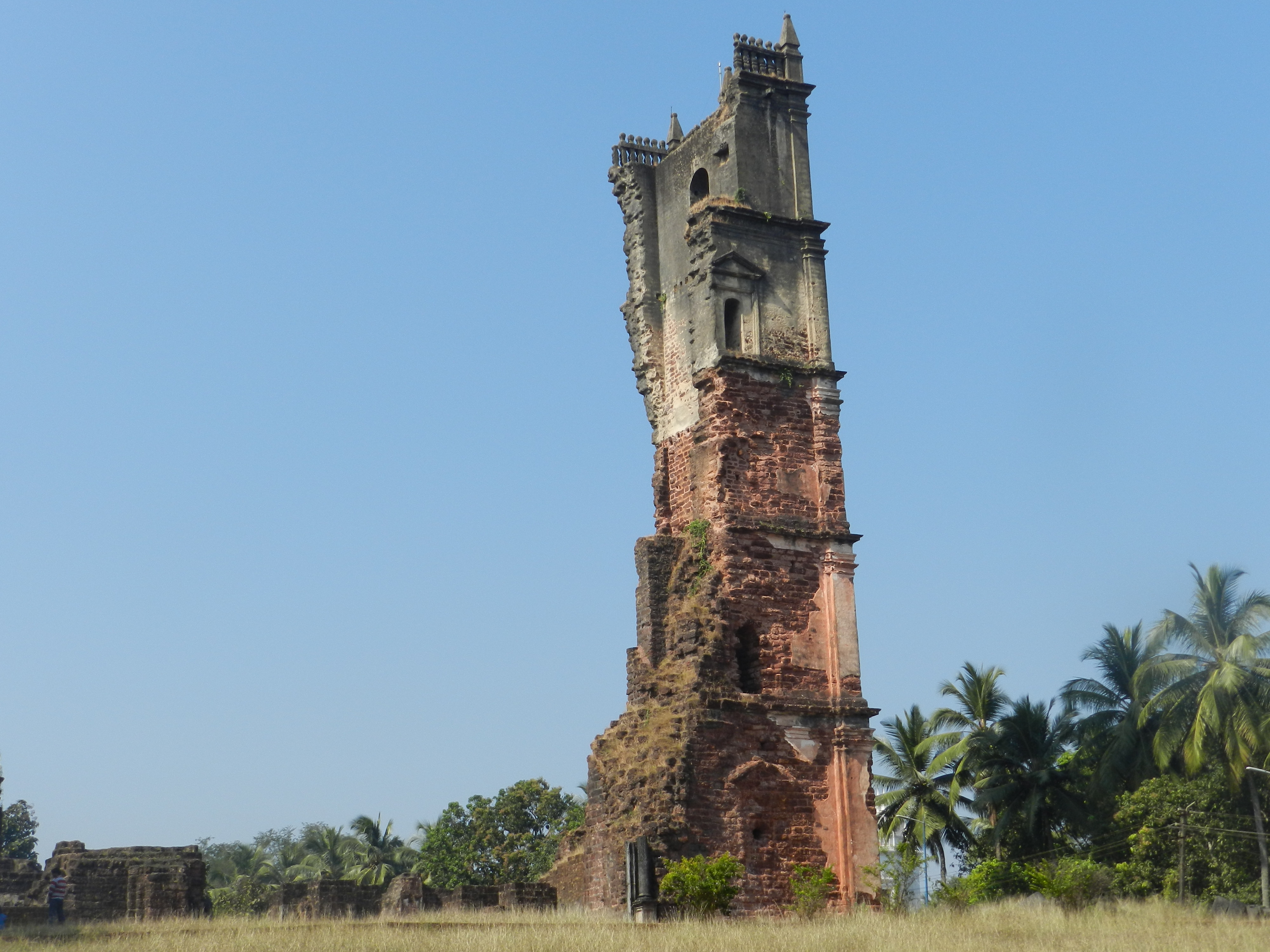
Ruderi del campanile della Chiesa di Sant'Agostino

Anche gli Agostiniani arrivarono a Goa nel XVI secolo, fondando un convento e una chiesa a partire dal 1597. Attualmente, entrambi gli edifici sono in rovina; la volta della chiesa crollò nel 1842 e le facciate nel 1936. Dei resti della chiesa, il più suggestivo è una parte di una torre ancora in piedi. È noto che la facciata originaria era fiancheggiata da due enormi torri di cinque piani, e il lato domestico era a navata unica con cappelle laterali e transetto.

### Chiesa della Divina Provvidenza (São Caetano o San Gaetano)

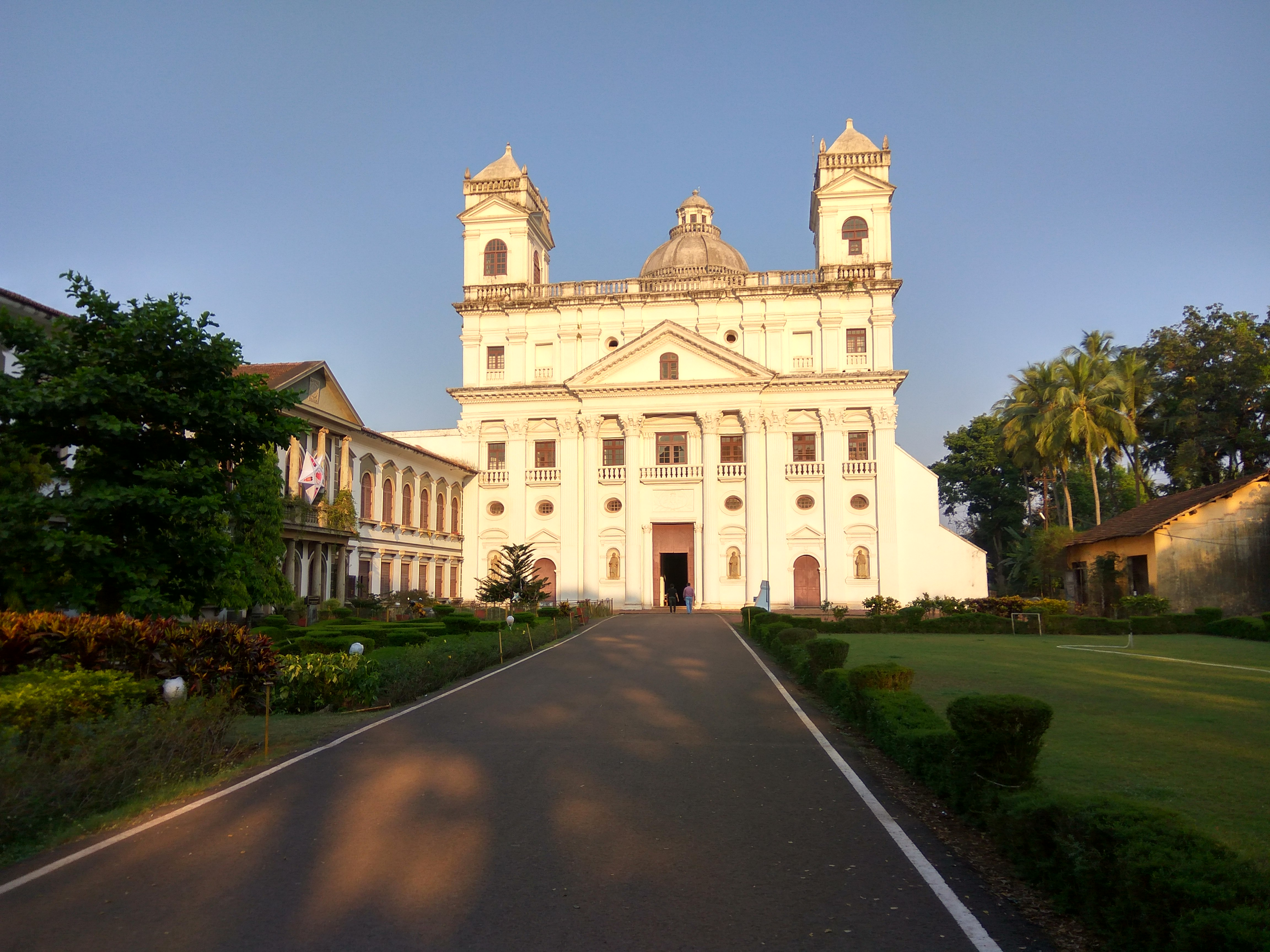
La Chiesa della Divina Provvidenza (San Gaetano)

Nel 1639, religiosi dei Teatini giunsero a Goa per fondare un convento. Costruirono la Chiesa di San Gaetano dal 1665, dedicata a Gaetano Thiene e alla Madonna della Divina Provvidenza, progettata dagli architetti italiani Carlo Ferrarini e Francesco Maria Milazzo con la pianta a croce greca. La facciata imita quella progettata da Carlo Maderno per la Basilica di San Pietro a Roma. È coronata da un'enorme cupola emisferica, sul modello della Basilica romana di San Pietro. Tuttavia, invece di due cupole, presenta due torri quadrangolari. La chiesa espone superbi esempi di architettura corinzia.
Nelle nicchie della facciata vi sono quattro statue in basalto di San Paolo, San Pietro, San Giovanni Evangelista e San Matteo e l'iscrizione "Domus mea, domus oration/s" che significa "La mia casa è una Casa di preghiera" (incisa sul portale).

## Conservazione
L'Ufficio dell'UNESCO venne informato che il Centro del Patrimonio mondiale aveva intrapreso una missione a Goa, nel gennaio 1999, per sviluppare una proposta di progetto basata sulla cooperazione tra le autorità locali di Goa (India), Guimaraes (Portogallo) e Brighton & Hove (Regno Unito). per la presentazione al Programma Asia Urbs dell'Unione Europea. Durante questa missione, fu notato che mentre c'era uno sforzo importante per conservare i singoli monumenti, il sito complessivo non era coeso, sia visivamente che spazialmente. L'allargamento delle strade, l'abbandono delle rovine archeologiche e la nuova organizzazione spaziale e paesaggistica avevano racchiuso i singoli monumenti in piazze-giardino che non avevano alcun rapporto con la forma urbana storica, trasformando così il sito in un insieme di monumenti che minavano l'integrità del sito come ex città portuale.
Il governo centrale dell'India, previa consultazione con la chiesa di Goa (diocesi cattolica), lo Stato di Goa e gli esperti locali della Fundação Orient (istituzione portoghese), tra le altre istituzioni e organizzazioni non governative, e in stretta collaborazione con il ramo locale dell'Archaeological Survey of India, preparò una proposta di progetto per la conservazione urbana. Le successive discussioni con il Direttore generale portoghese per i monumenti e gli edifici nazionali (DGEMN) hanno portato a un impegno di collaborazione tra il governo centrale (India) e la DGEMN per realizzare un inventario del sito come primo passo per l'elaborazione di una gestione della conservazione più coerente.

## Galleria d'immagini

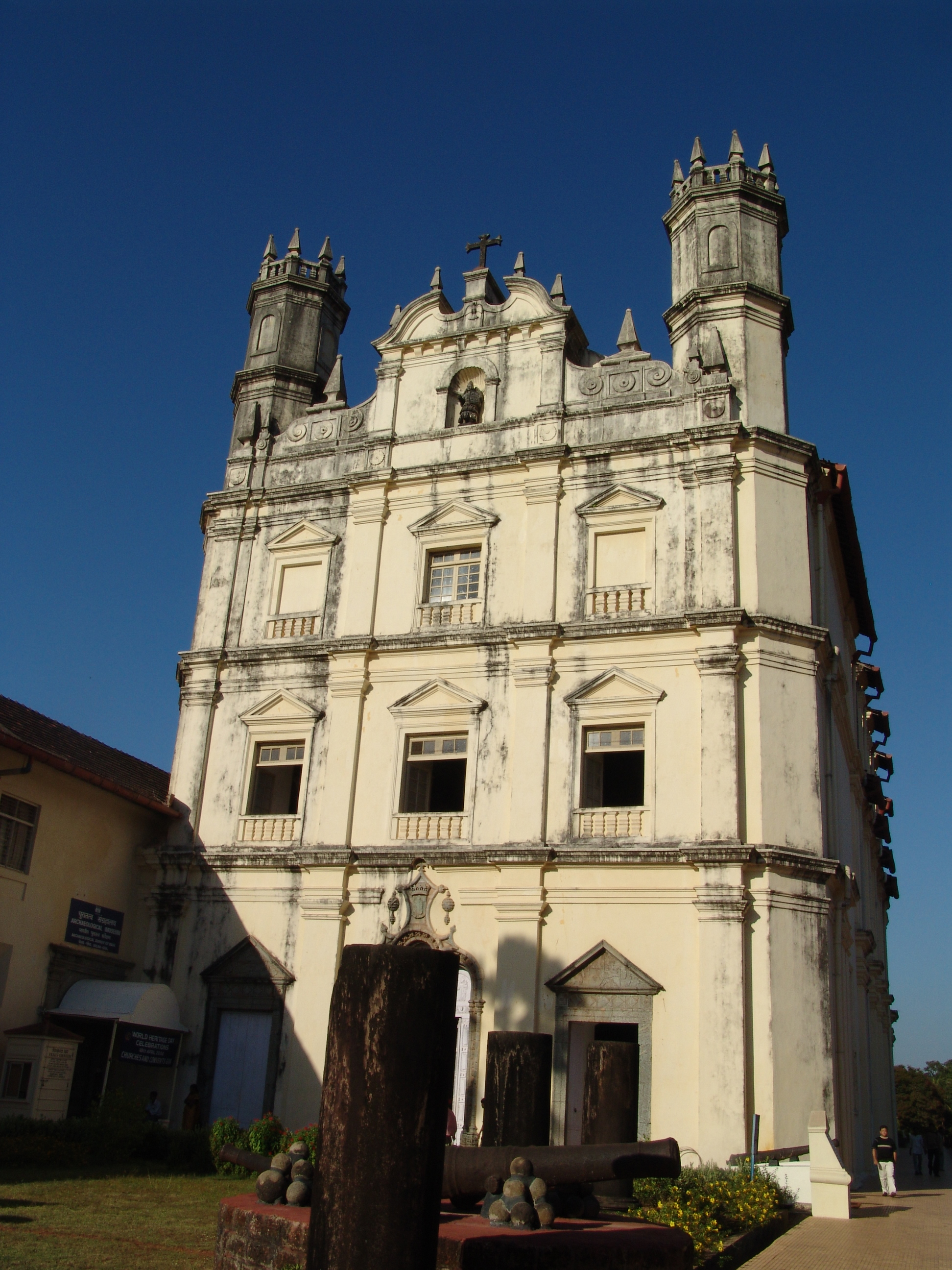
Facciata della Chiesa di San Francesco d'Assisi (Igreja de São Francisco de Assis), una chiesa che rappresenta al meglio la fusione dello stile portoghese-manuelino nel tardo stile toscano
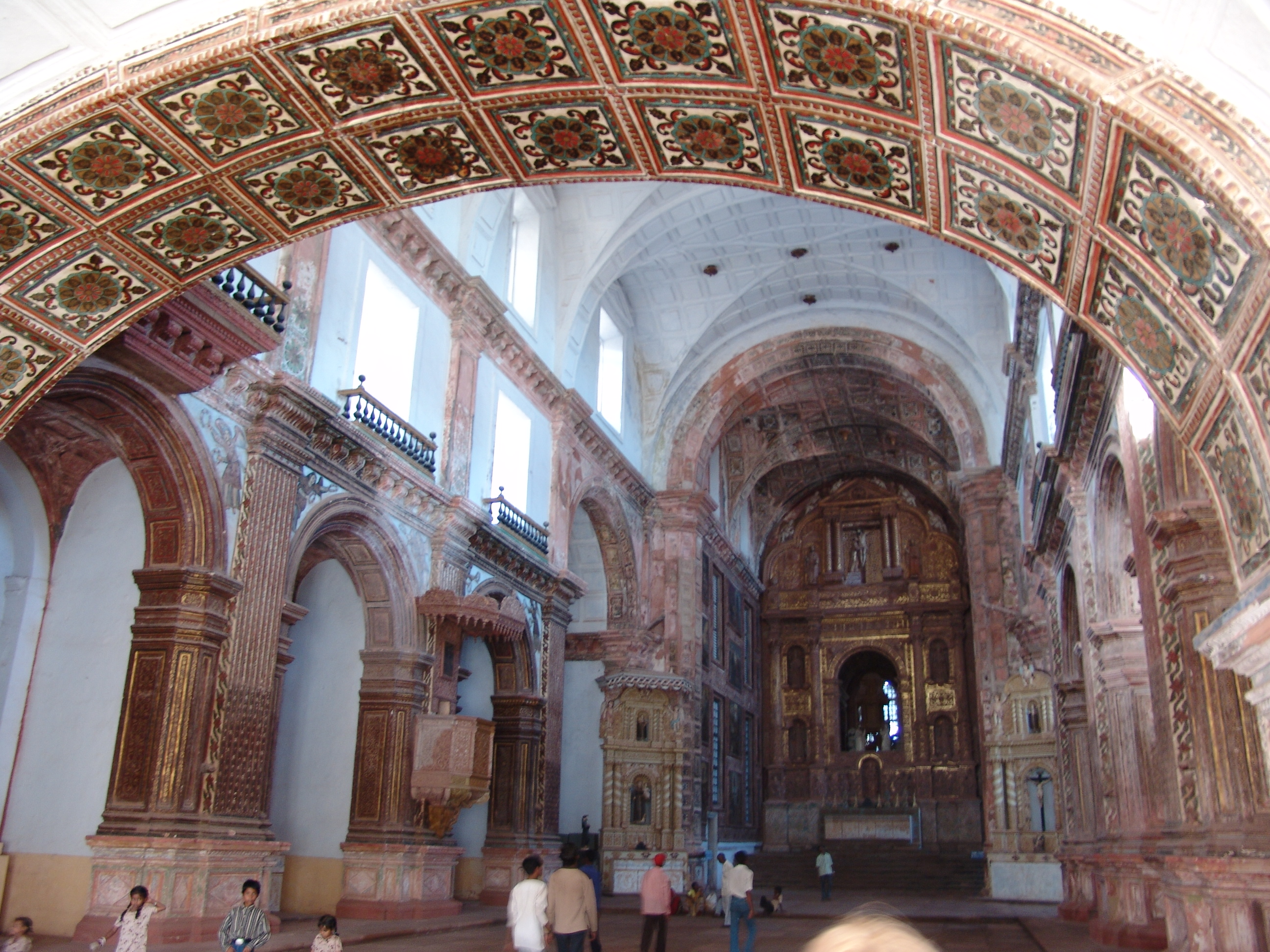
In contrasto con la semplice facciata esterna, gli interni della Chiesa di San Francesco sono riccamente decorati in stile barocco con influenze corinzie
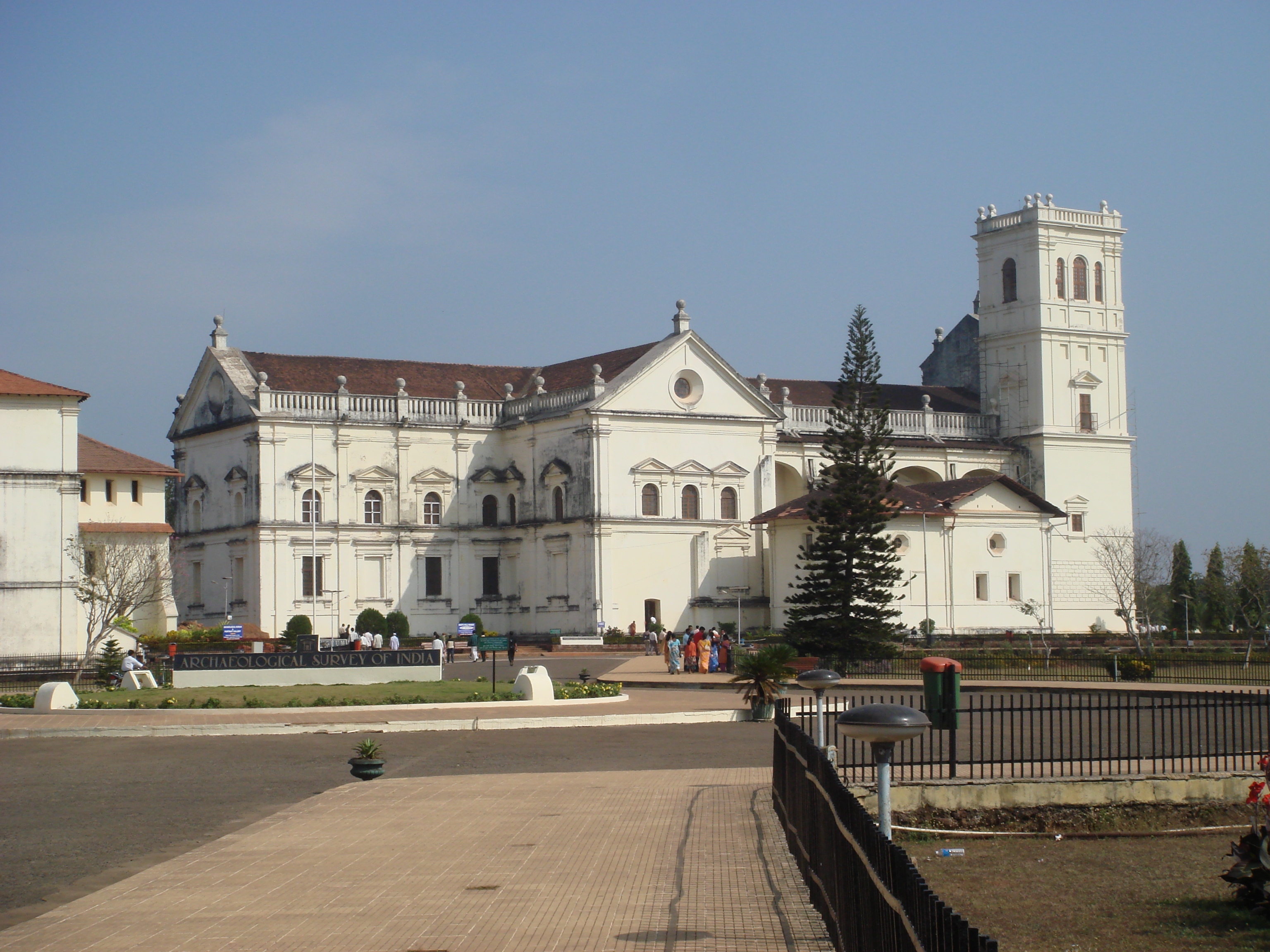
La Cattedrale toscana di Santa Catarina (Santa Caterina) con oltre 76 m di lunghezza e 55 m è la chiesa più grande dell'Asia
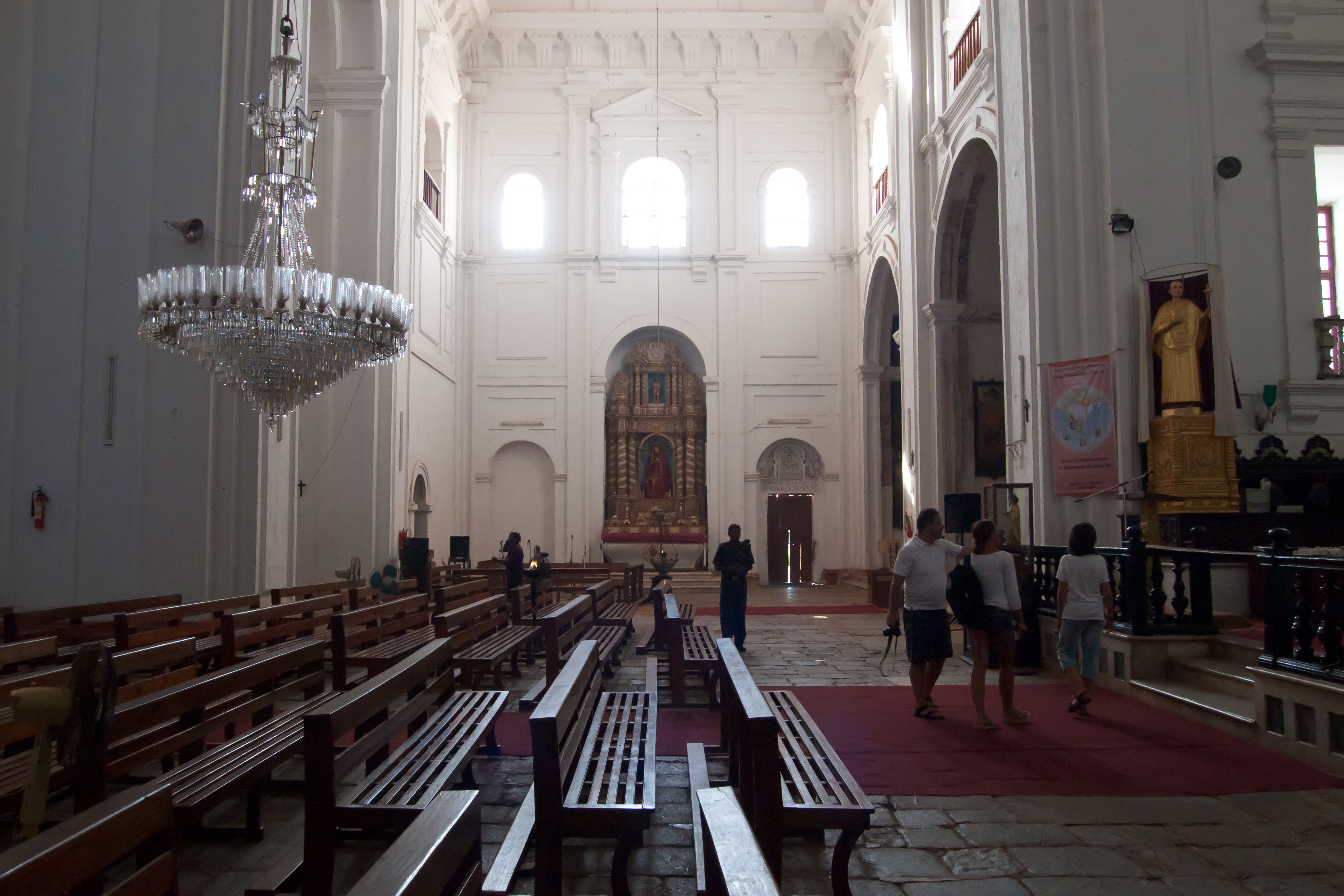
Interno della Cattedrale di Santa Catarina (Santa Caterina)
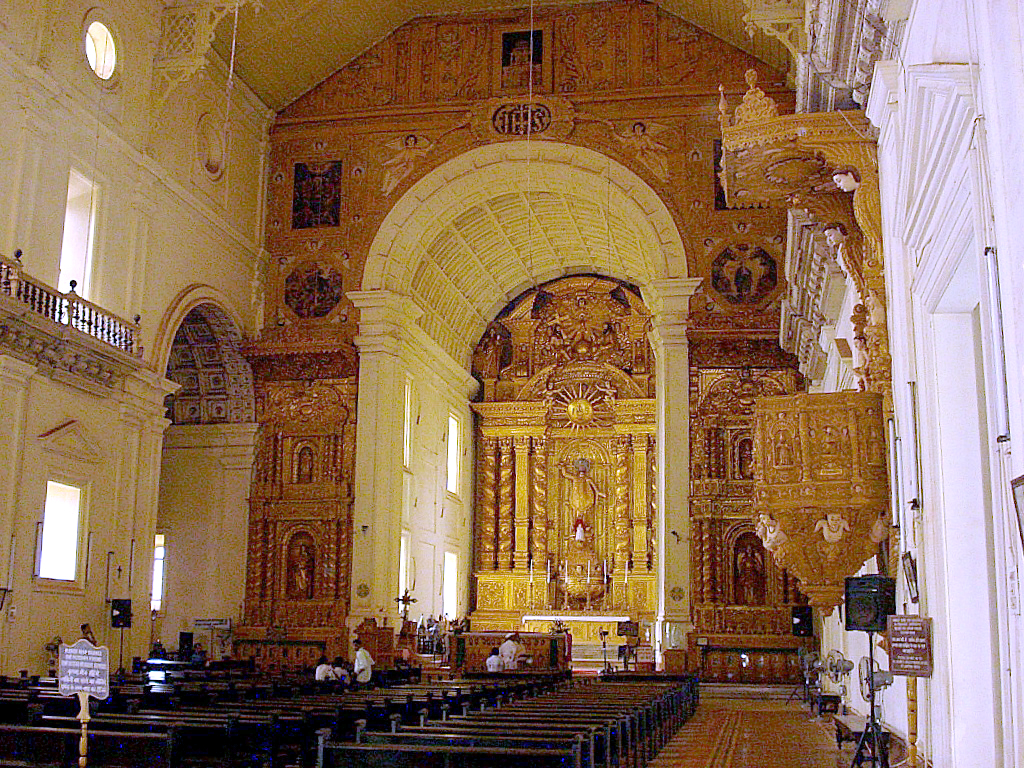
Altare maggiore (navata) della Basilica del Bom Jesus, famoso in tutto il mondo cattolico romano per l'urna di San Francesco Saverio situata in una navata (non visibile nella foto) accanto all'altare maggiore
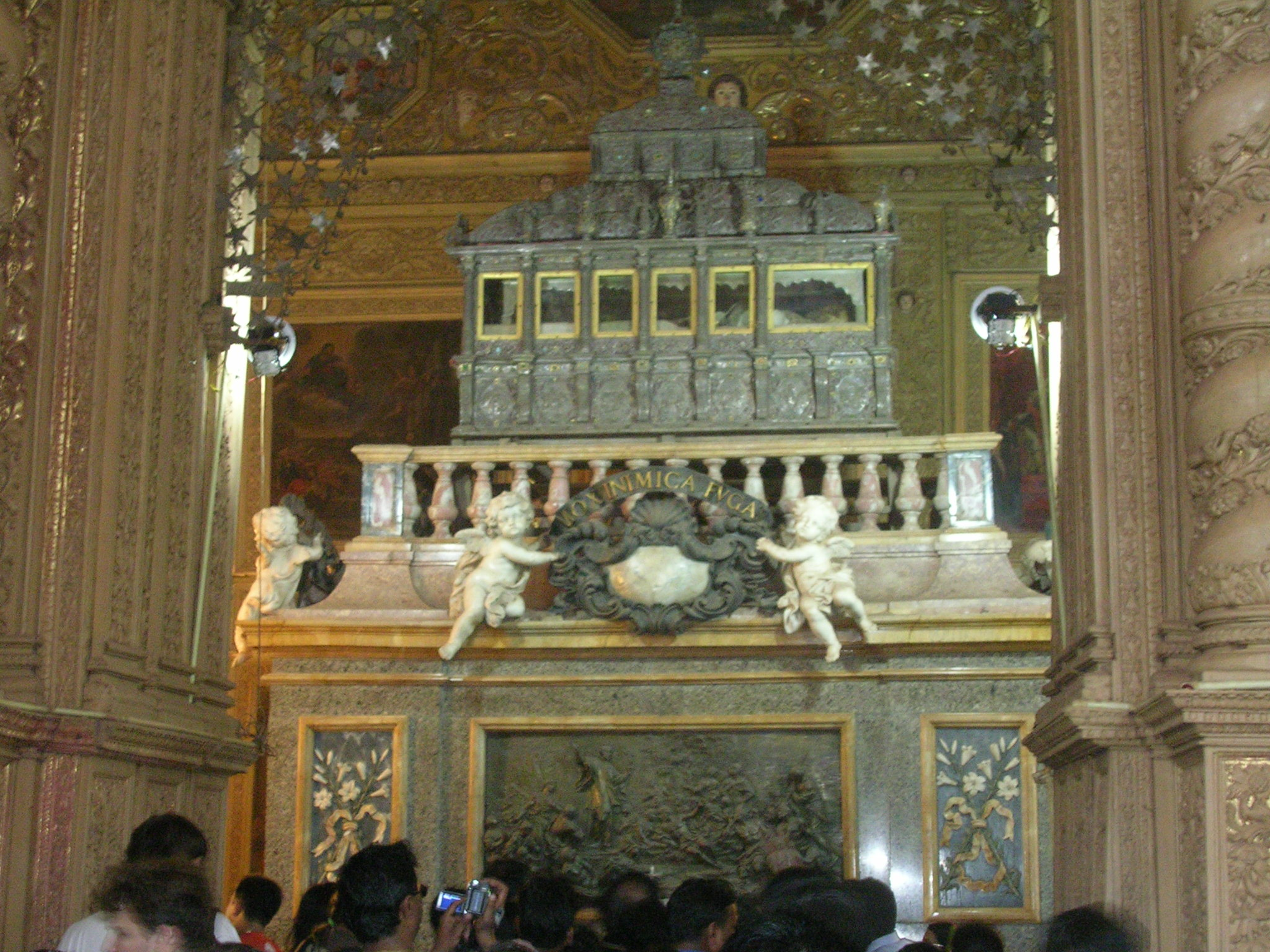
Lo scrigno d'argento di San Francesco Saverio all'interno della Basilica del Bom Jesus narra trentadue episodi della sua vita raffigurati su tutti e quattro i lati delle lastre d'argento
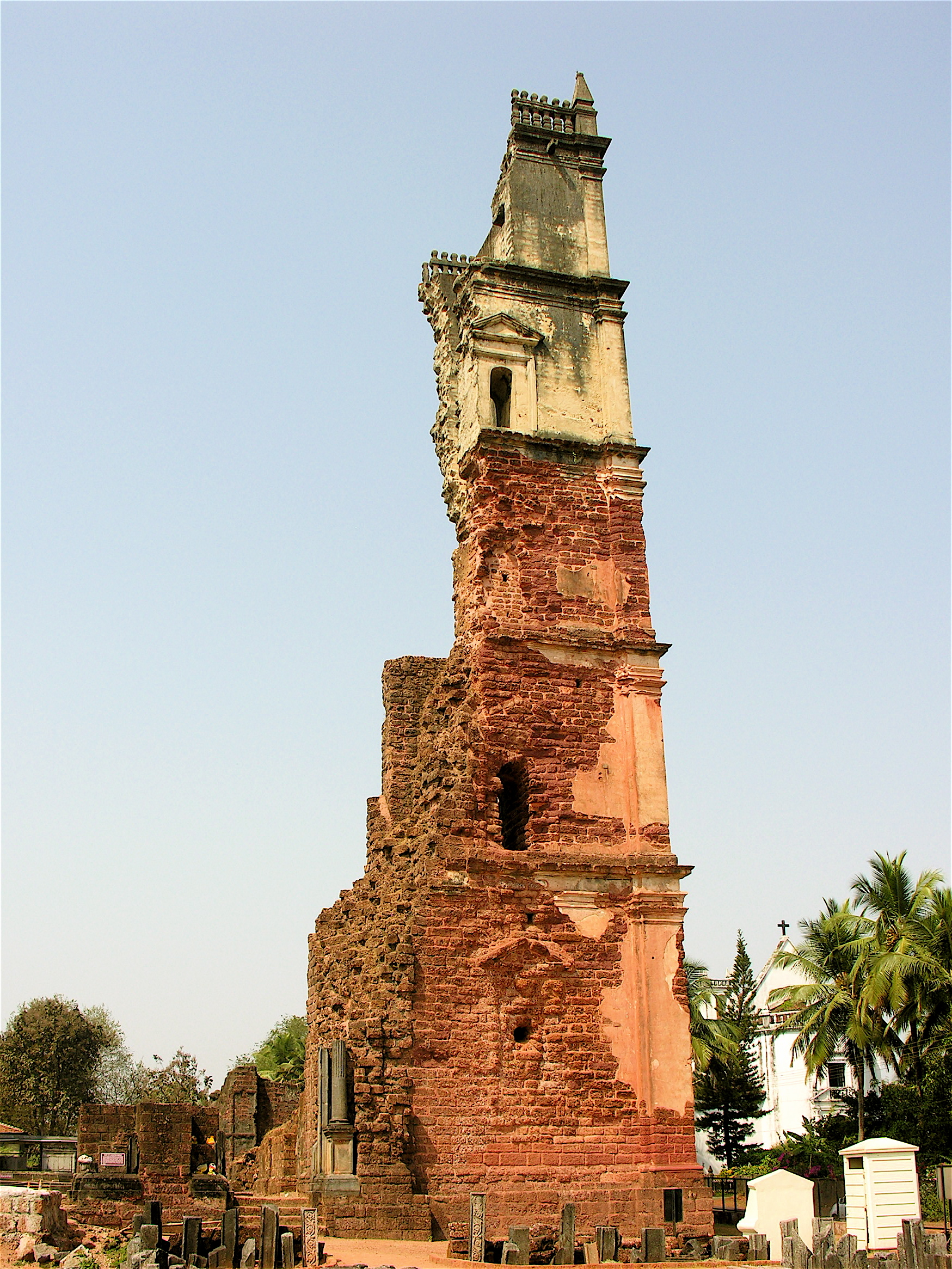
La torre di Sant'Agostino (Torre de São Augustine) alta 46 m si trova in cima al Monte Santo e faceva parte di un monastero dell'ordine agostiniano
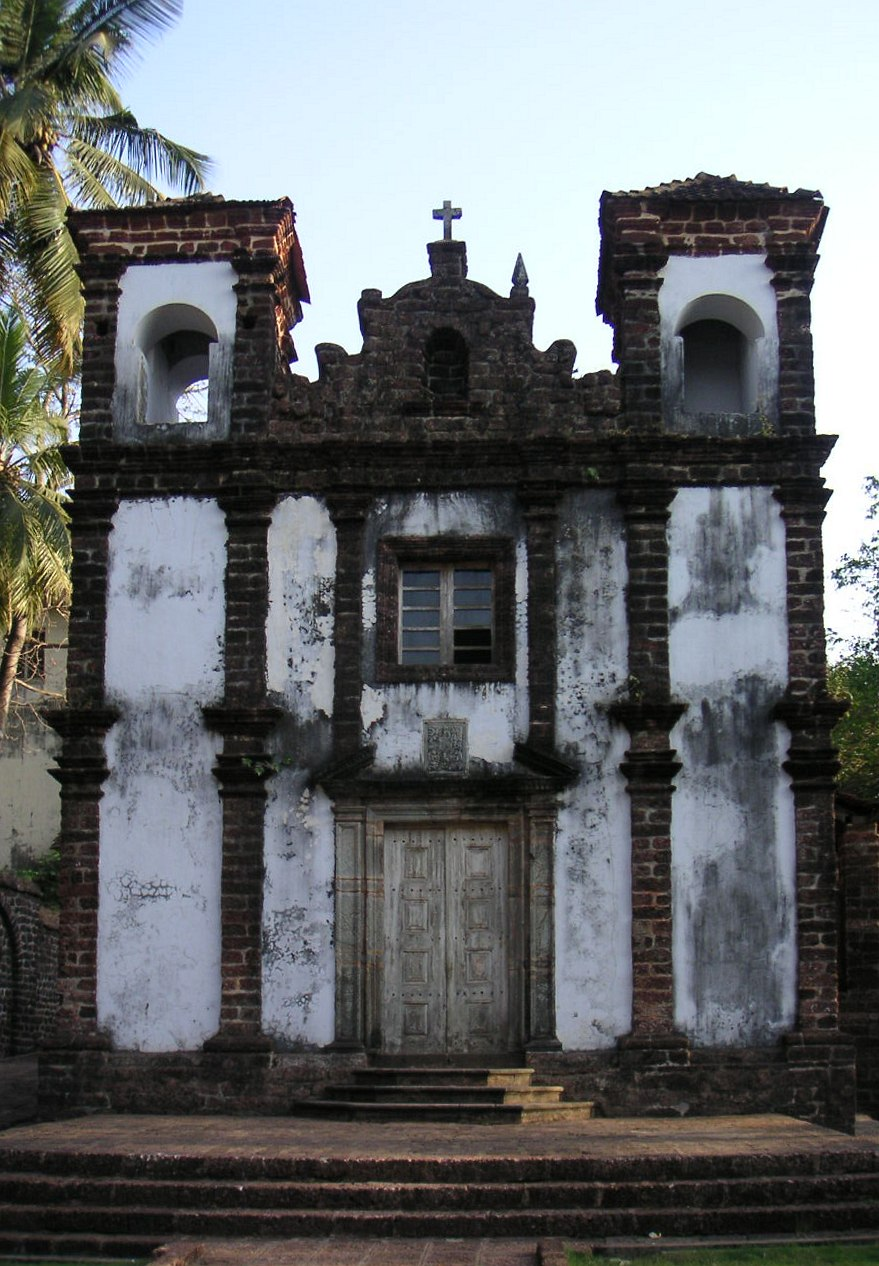
Cappella di Santa Catarina costruita da Alfonso de Albuquerque nel 1510 per commemorare il suo ingresso trionfante il giorno di Santa Caterina
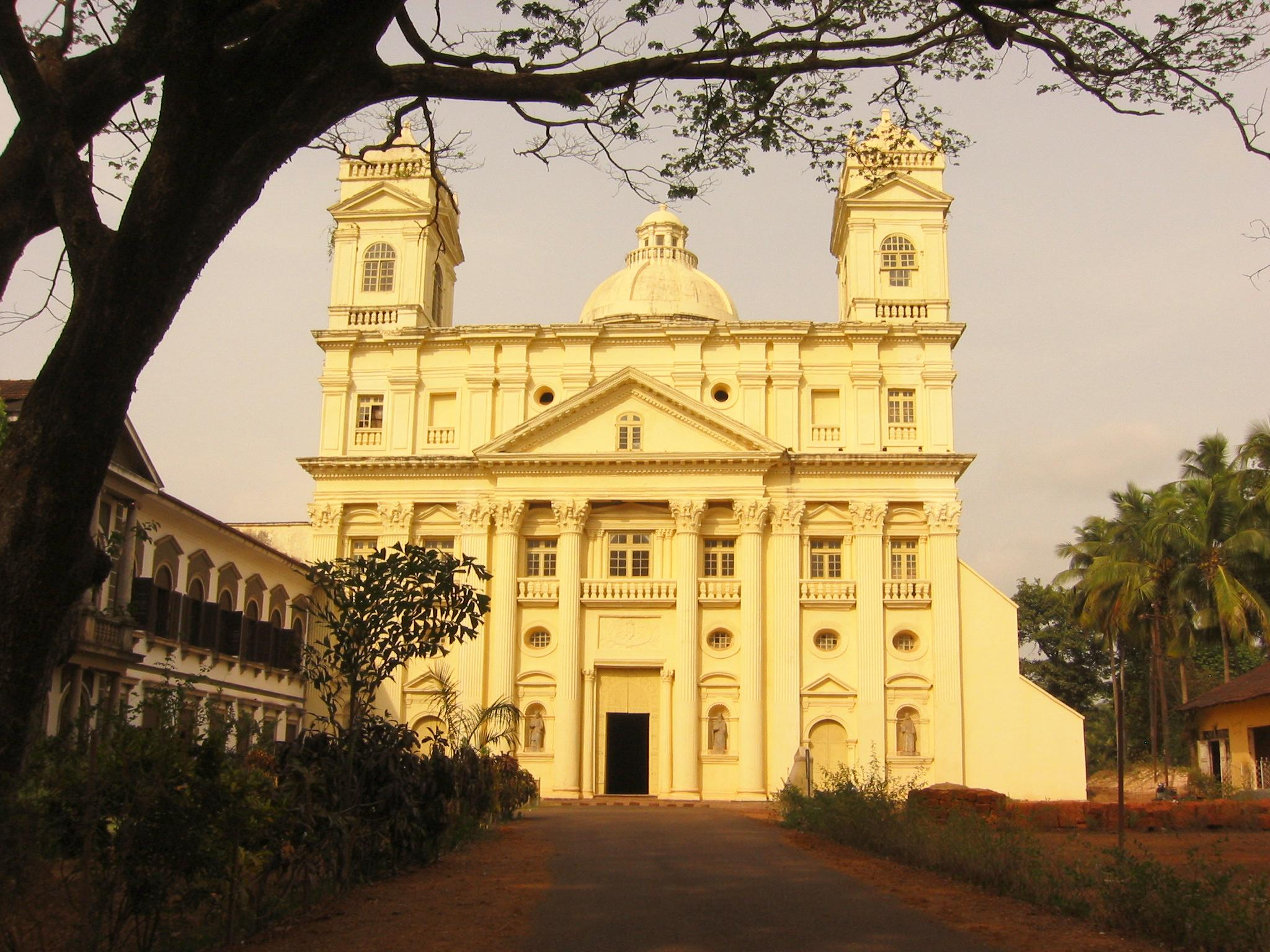
La Chiesa della Divina Provvidenza (Igreja da Divina Providência) oltre al Convento di San Gaetano (Convento de São Caetano) è modellata sull'iniziale Basilica di San Pietro e ha due torri e colonne corinzie e lesene che reggono un frontone, in cui sono custodite le statue degli apostoli.
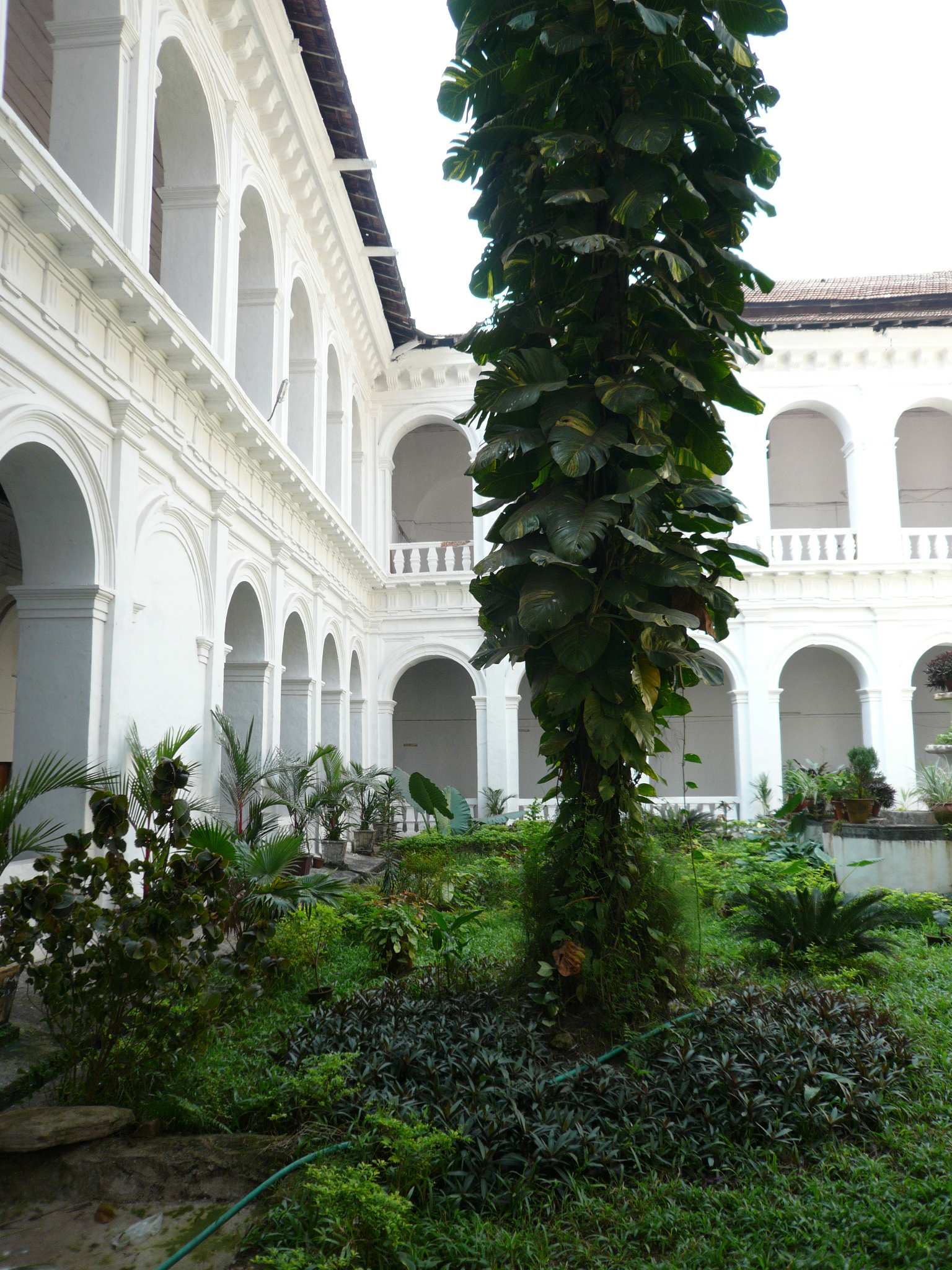
Completata nel 1589 sotto l'abile supervisione di fr. Domingos Fernandes, la "Casa Professa" secondo il diritto gesuita è quella destinata all'esercizio dei ministeri della Compagnia di Gesù a Goa
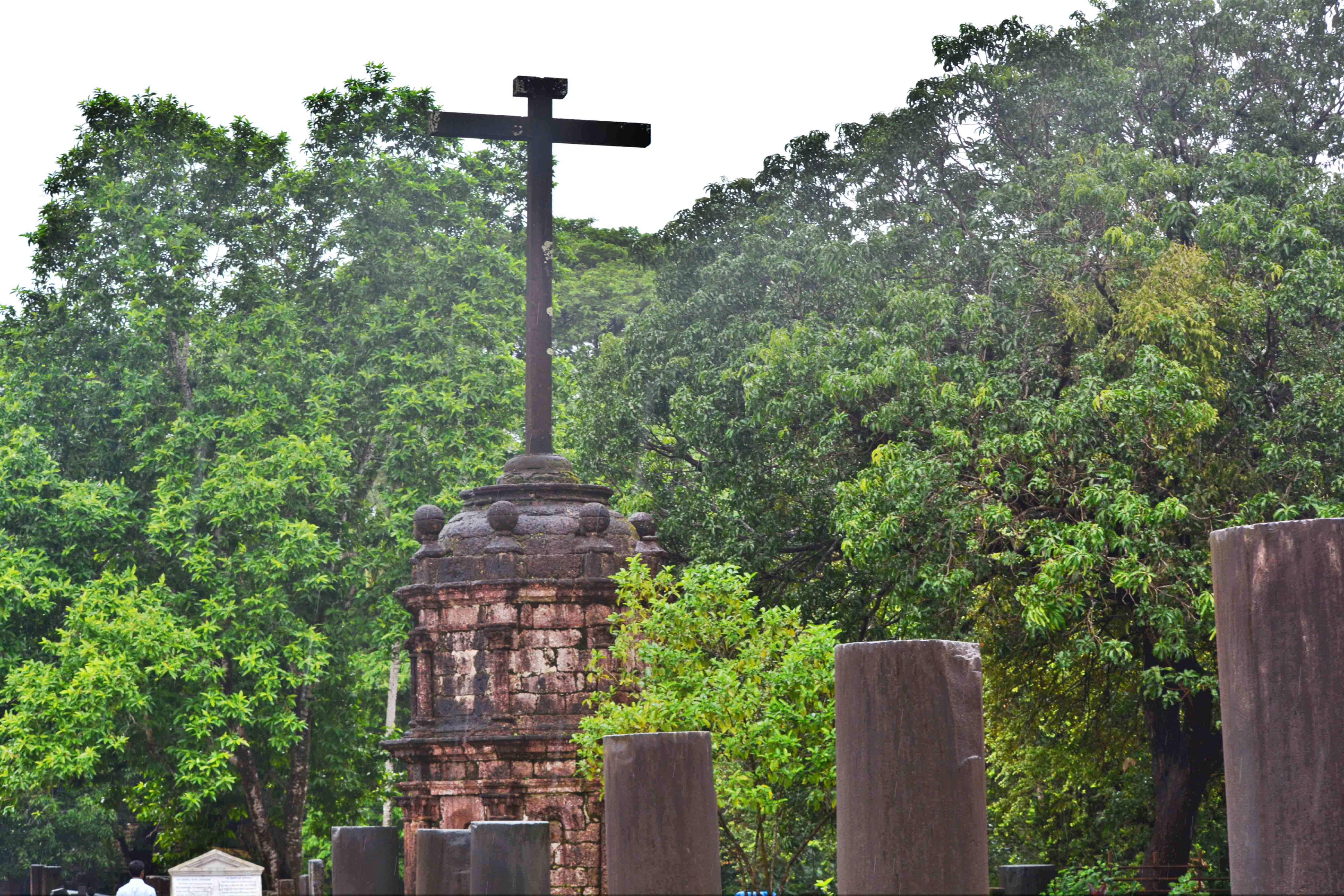
Le aree circostanti sono punteggiate da croci secolari, tutte venerate ancora oggi a Goa
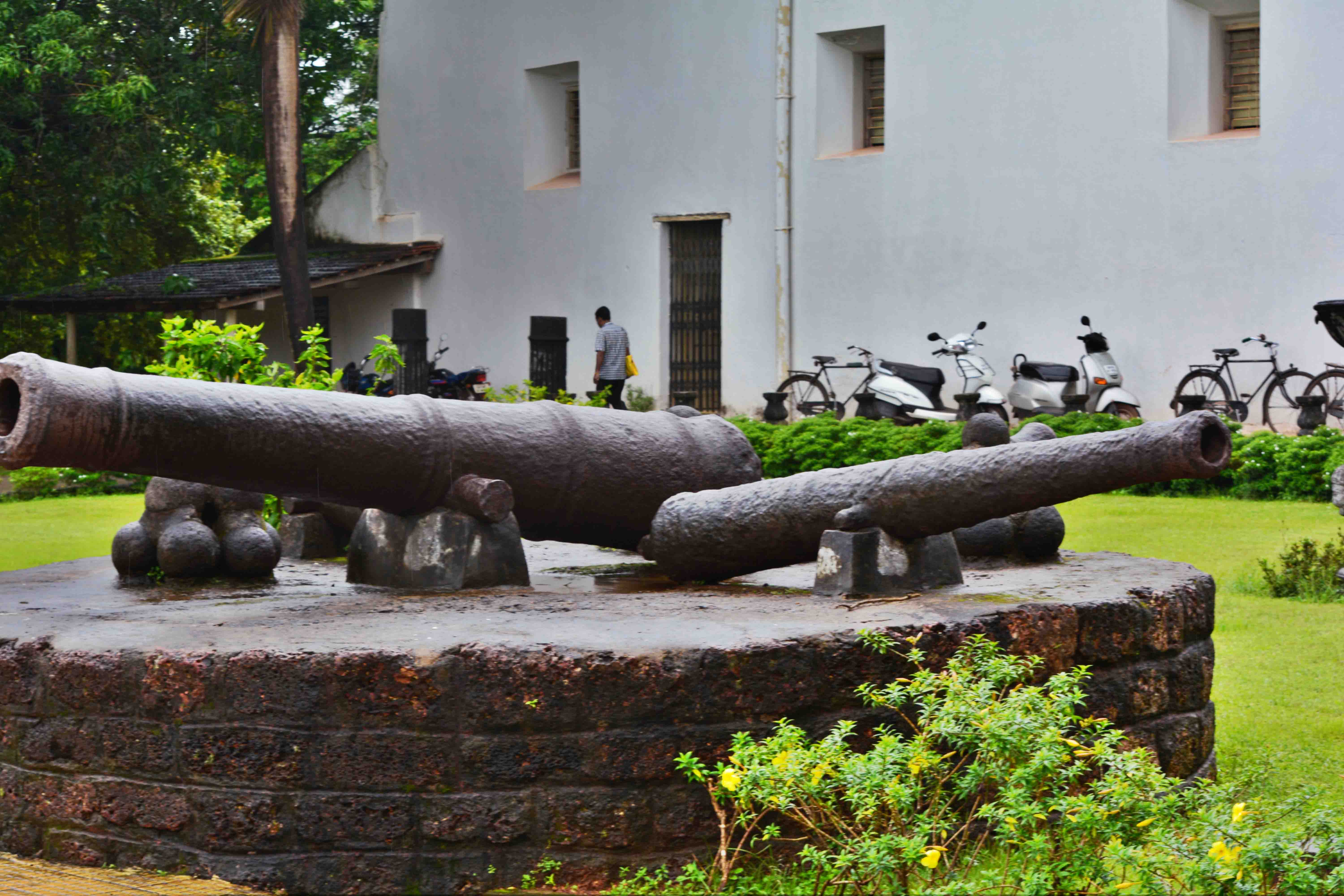
I cannoni portoghesi ricordano i giorni di gloria del centro commerciale di Goa
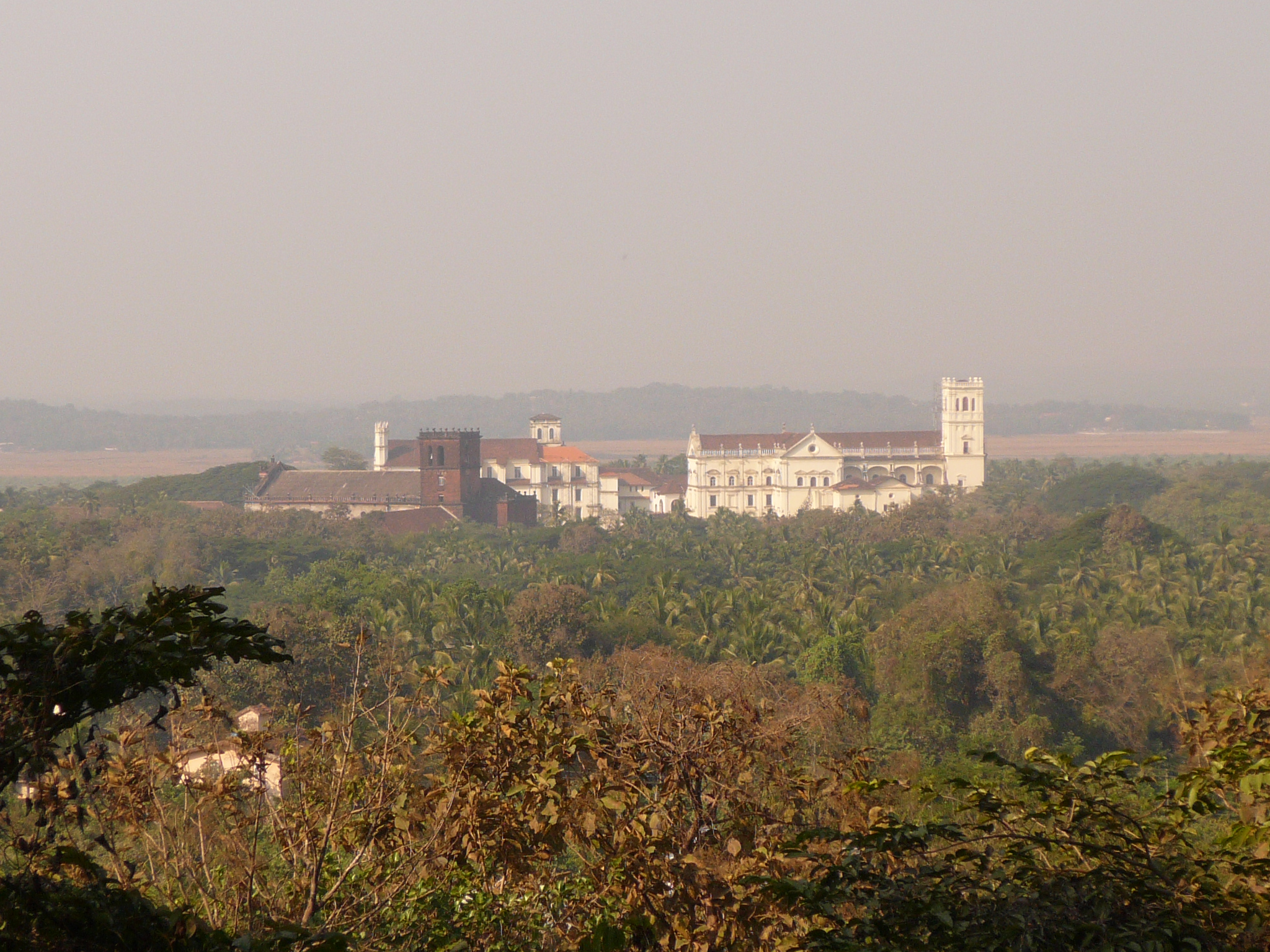
Una vista in lontananza della vecchia Goa oggi con le maestose chiese e cattedrali che si ergono sopra le lussureggianti aree verdi che le circondano
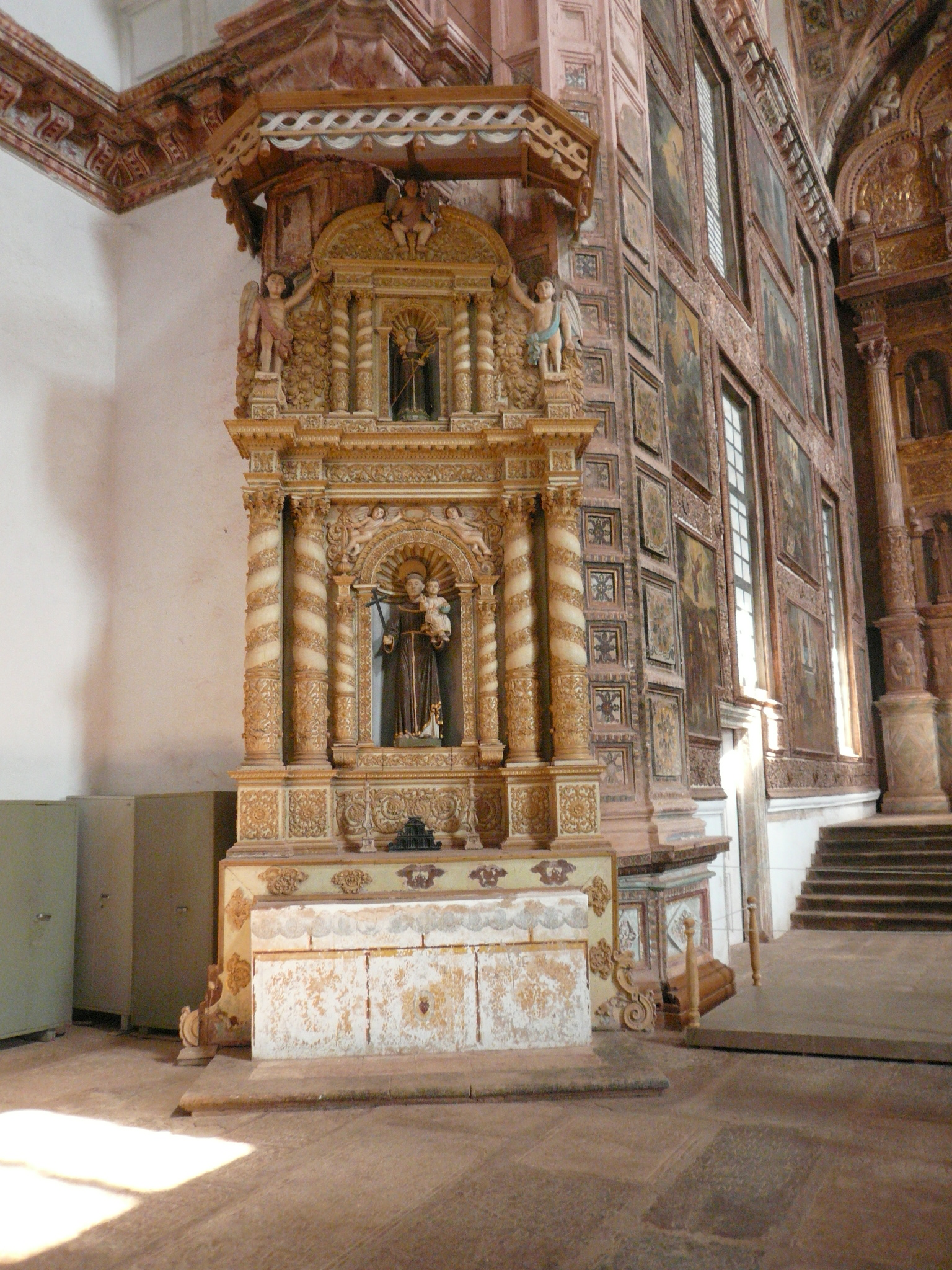
Un altare laterale più piccolo, caratteristica comune che abbellisce la maggior parte delle chiese di Goa
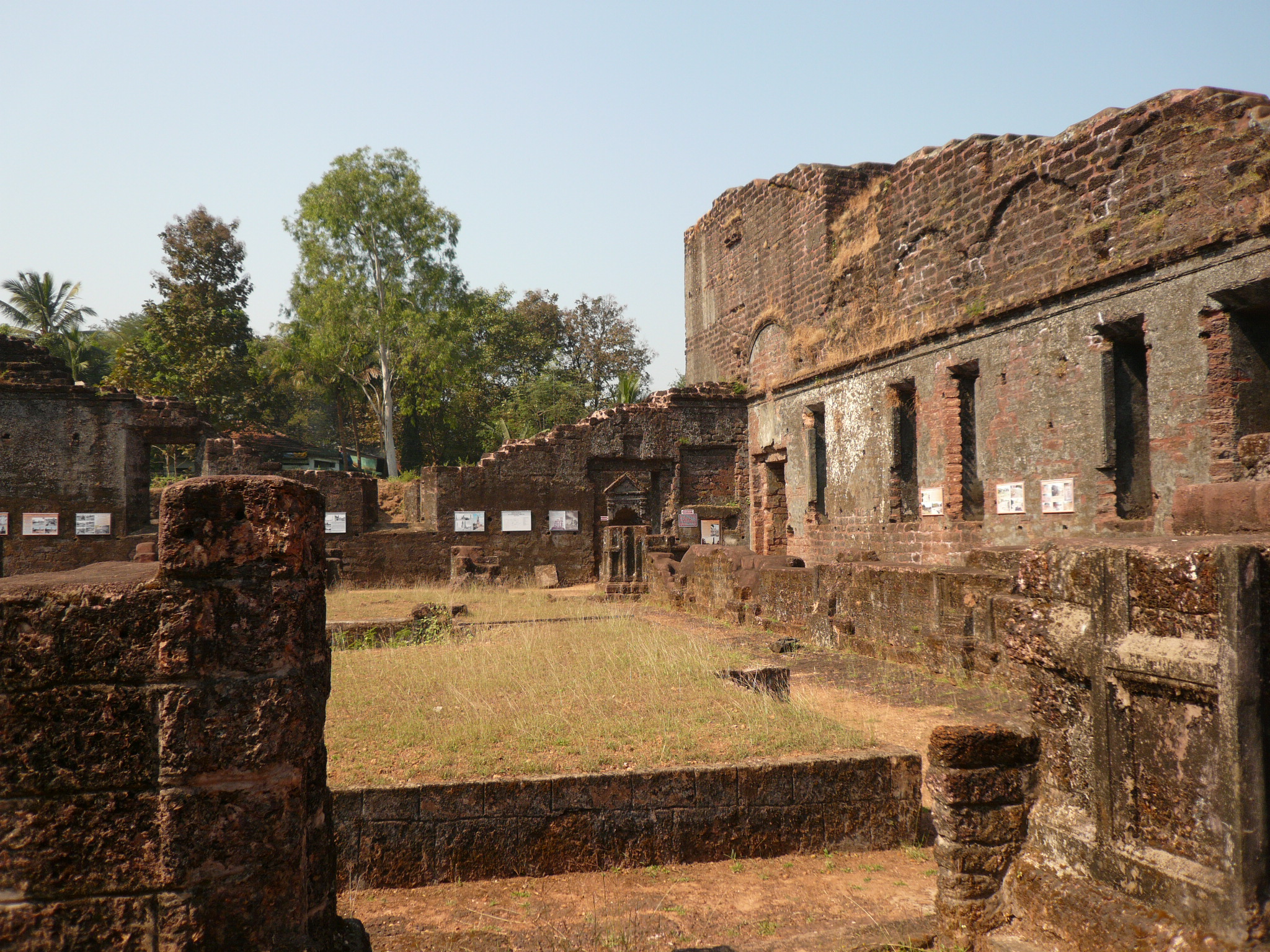
Le rovine degli spazi religiosi dell'ex città fungono da tesoro per i viaggiatori per riflettere sulle dimensioni della città un tempo potente.
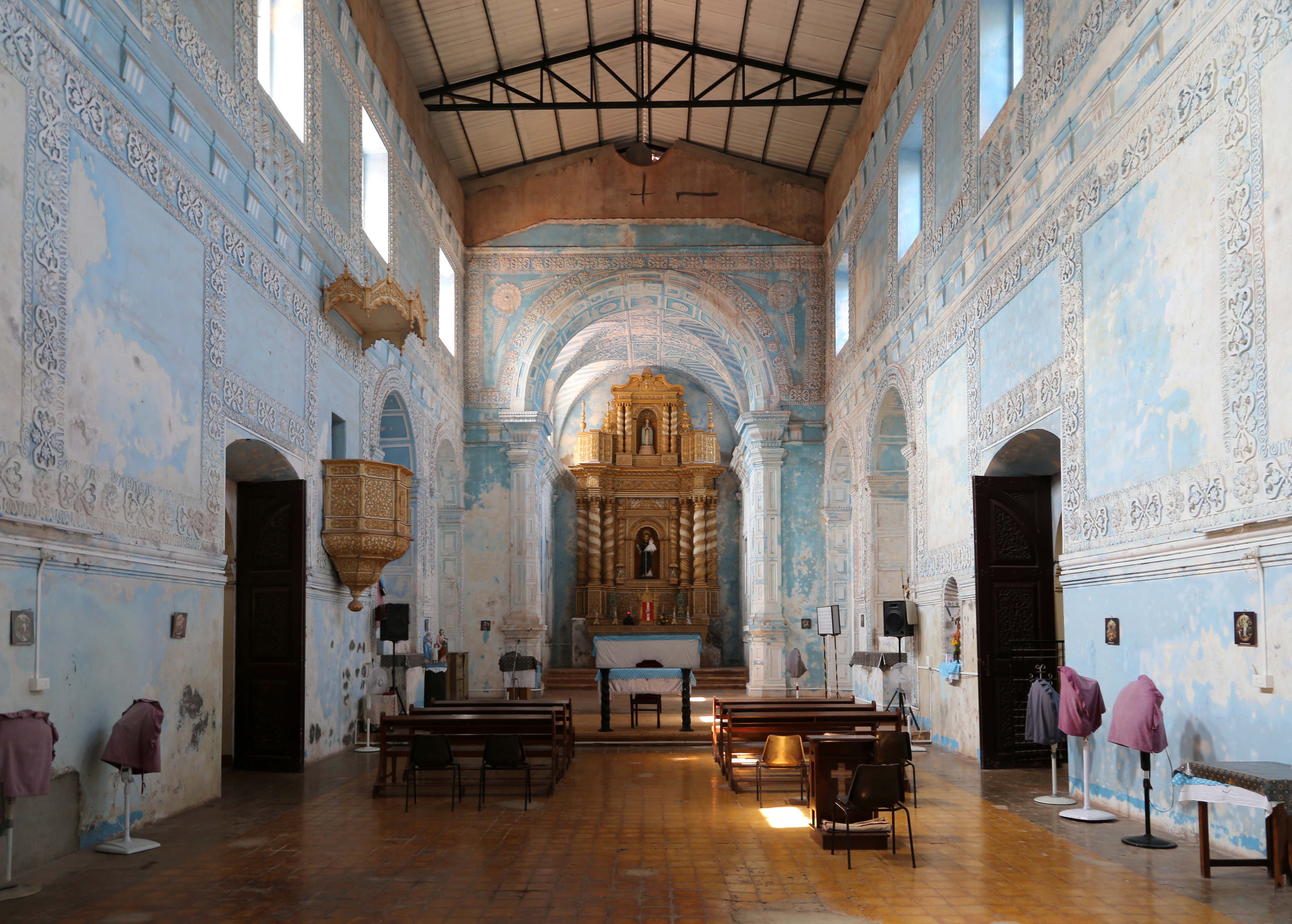
Interno della Cappella Reale di Sant'Antonio (Capela Real de Santo António)